# Clanga
Clanga (лат.) — род хищных птиц из семейства ястребиных (Accipitridae). Распространены в Евразии; перелётные птицы, зимуют на юге Азии и в Африке.

## Классификация и этимология
Ранее все представители этого рода включались в состав рода Aquila, однако, результаты молекулярно-генетического исследования показали, что они являются ближе к Lophaetus occipitalis и Ictinaetus malaiensis, и были переведены в род Clanga.
Родовое название Clanga происходит от др.-греч. κλαγγος — орёл.
В состав рода включают три вида:
| Изображение | Научное название              | Русское название   | Распространение                                                                                   |
| ----------- | ----------------------------- | ------------------ | ------------------------------------------------------------------------------------------------- |
|             | Clanga clanga (Pallas, 1811)  | Большой подорлик   | Гнездится в Евразии от Финляндии до Китая и Пакистана. Зимует в Индии, Иране и Индокитае.         |
|             | Clanga pomarina (Brehm, 1831) | Малый подорлик     | Гнездится в Центральной и Восточной Европе и на юго-востоке до Турции и Армении; зимует в Африке. |
|             | Clanga hastata (Lesson, 1831) | Индийский подорлик | юг Азии                                                                                           |